# جاكي نيلسون (دراجة)
جاكي نيلسون (بالإنجليزية: Jacqui Nelson) هي دراجة نيوزيلندية، ولدت في 1965 في هامرسميث في المملكة المتحدة.

## وصلات خارجية
- جاكي نيلسون على موقع أرشيف الدراجات (الإنجليزية)
- جاكي نيلسون على موقع أوليمبيديا (الإنجليزية)
- جاكي نيلسون على موقع اللجنة الأولمبية النيوزيلندية (الإنجليزية)